# Refugierea și expulzarea polonezilor din URSS
Refugierea și migrația forțată a polonezilor din teritoriile estice ale Republicii Poloneze (Kresy) a dus la scăderea dramatică în a doua jumătate a secolului al XX-lea a elementului polonez în regiunea care a devenit partea a republicilor apusene din cadrul fostei Uniuni Sovietice. Cele mai mari migrații au avut loc în mai multe valuri începând cu Revoluția din Octombrie până în anii care au urmat imediat după încheierea celei de-a doua conflagrații mondiale.
Prima migrație spontană a aproximativ 500.000 de polonezi a avut loc în timpul reapariției pe harta politică a lumii a Poloniei suverane după Primul Război Mondial. În al doilea val, între noiembrie 1919 și iunie 1924, aproximativ 1.200.000 de oameni au părăsit teritoriul URSS pentru Polonia pe fondul represiunii politice a războiului polono-sovietic și păcii care a urmat. Se estimează ca aproximativ 460.000 dintre aceștia aveau poloneza ca limbă maternă. Cu toate acestea, de-a lungul anilor interbelici, conform estimărilor poloneze, aproximativ 1,2 milioane până la 1,3 milioane de polonezi au rămas în vaste teritorii ale Uniunii Sovietice, inclusiv 260.000 în fostul voievodat Minsk (Mińszczyzna), 230.000 în regiunea Gomel (Homelszczyzna), 160.000 în regiunea Kiev (Kijowszczyzna) și 300.000 în regiunea Podolia. Aproximativ 1.2 milioane de polonezi au rămas răspândiți în restul țării. Niciunuia dintre ei nu i s-a permis să plece. În 1937–1938, minoritatea poloneză a devenit ținta Operațiunii poloneze a NKVD, în timpul căreia 111.091 polonezi au fost uciși. Numărul etnicilor polonezi din URSS a scăzut cu 165.000 în acea perioadă, după cum indică statisticile sovietice. În funcție de mărimea familiilor lor, soarta a aproximativ 200.000–250.000 de polonezi a fost pecetluită, după ce au fost lăsați în mod intenționat fără surse de trai.
Următorul val major de strămutări forțate fost rezultatul invaziei sovietice din 1939, în timpul căreia 320.000 de cetățeni polonezi (estimați inițial la 700.000 până la 1 milion) au fost deportați în Siberia într-o încercare a autoritățilot de modificare a structurii etnice a teritoriului anexat în 1940–1941. Aproximativ 150.000 dintre ei au murit în Uniunea Sovietică mai înainte de finalul războiului.
Oportunitatea unei plecări organizate a venit printr-o neașteptată răsturnare a sorții. În urma invaziei Puterilor Axei, URSS a fost forțată să lupte împotriva fostei sale aliate, Germania nazistă. În iulie 1941, URSS a semnat Tratatul de la Londra cu Polonia, acordând o amnistie pentru cetățenii polonezi din Uniunea Sovietică. Evacuarea polonezilor din Siberia de către generalul Anders a durat din martie până în septembrie 1942. Peste 110.000 de polonezi au plecat în Iran, inclusiv 36.000 de femei și copii.
Refugierea din regiunile estice de graniță ale Republicii Poloneze a fost un fenomen datorat masacrelor polonezilor din Volînia și Galiția de Est care a durat până la sfârșitul anului 1944. Majoritatea polonezilor care au supraviețuit celui de-al Doilea Război Mondial pe teritoriul sovietic au plecat în conformitate cu acordurile de repatriere polono-sovietice. Ultimul val de migrație în masă a avut loc în perioada 1944–1946, în urma victoriei Aliaților împotriva Germaniei.
Strămutarea populației s-a făcut la vest de Linia Curzon, acceptată de administrația SUA și guvernul Regatului Unit în timpul întâlnirilor de la Teheran, Ialta și Potsdam cu liderii sovietici. Deși nu a fost invitată să participe la discuțiile multilaterale, noua Polonie a primit așa-numitele „teritorii recuperate” drept compensație pentru pierderea în favoarea URSS a jumătății estice a teritoriului său antebelic.

## Contextul general
Prezența numerică semnificativă a etnicilor polonezi pe teritoriul URSS a fost o consecință directă a împărțirilor Poloniei la care a participat Imperiul Rus în 1795–1914. Polonezii au fost dezrădăcinați din Polonia în timpul insurecțiilor naționale. După Revolta din Noiembrie din 1830–1831, aproximativ 50.000 de prizonieri polonezi, din care 30.000 de soldați și ofițeri, au fost deportați în Caucaz și Siberia. Aproximativ 200.000 de civili au fost expulzați din Polonia în următorii ani, inclusiv familii extinse și copii ai claselor privilegiate, profesori și preoți. După Insurecția din ianuarie (1863–1864), aproximativ 50.000 de polonezi au fost deportați, iar 2.000 de moșii au fost confiscate. Sărăcia extremă și opresiunea guvernanților ruși au fost și ele cauze de migrație economică. În cei 25 de ani de până la Primul Război Mondial, aproximativ 400.000 de polonezi au părăsit teritoriile ocupate în căutarea mijloacelor de existență. Numărul polonezilor din Rusia europeană a ajuns la 2,8 milioane de locuitori până în 1911, conform lui S. Thugutt. Majoritatea polonezilor era concentrată în St. Petersburg, Riga, Kiev, Moscova, Odesa, Kameanske, Ekaterinoslav și alte 12 orașe mari.

### Războiul Civil Rus și Războiul Polono-Sovietic
După ce Polonia și-a restabilit independența în timpul Primului Război Mondial, mii de etnici polonezi, care locuiau în Rusia, au pornit în călătorii spre casă. De asemenea, tulburările provocate de Revoluția din Octombrie și Războiul Civil Rus i-au motivat pe mulți să părăsească Rusia și să emigreze în Polonia. Mulți politicieni polonezi, generali, scriitori, artiști și compozitori, născuți în fostele teritorii poloneze ocupate de Imperiul Rus și în afara Regatului Poloniei și Ținutului Privislinskii, au migrat în Polonia suverană în granițele sale din 1918–1939, inclusiv cel mai proeminent politician al acestei epoci, Józef Piłsudski, dar și Władysław Raczkiewicz, comandorul Stefan Frankowski, contraamiralul Adam Mohuczy, Władysław Raginis, Jerzy Giedroyc, Tadeusz Dołęga-Mostowicz, Jarosław Iwaszkiewicz, laureatul premiului Nobel Czesław Miłosz, scriitorul Melchior Wańkowicz și compozitorul Karol Szymanowski. Scriitorul și pictorul Witkacy (Stanisław Ignacy Witkiewicz) fost martor la Revoluția Rusă din 1917. Witkacy, care a nutrit sentimente antirevoluționare puternice, a emigrat în Polonia. După invaziile germană și sovietică din 1939, el s-a sinucis. Scriitorul Paweł Jasienica, care s-a născut la Simbirsk (Rusia), s-a mutat în Polonia Centrală după Revoluția Bolșevică. El a trăit o vreme în Grodno și Wilno și, după sfârșitul celui de-al Doilea Război Mondial, s-a mutat în noua Polonie.

## În perioada interbelică
După Operațiunea poloneză a NKVD-ului din 1937–1938, au fost arestați 143.810 persoane, dintre care 139.885 au fost condamnate de organe extrajudiciare, iar 111.091 au fost executate (aproape 80% dintre cei arestați). Istoricul american Timothy Snyder afirmă că cei mai mulți executați au fost etnici polonezi. El consideră 85.000 este o „estimare precaută” a numărului polonezilor executați.
Scriitorul Igor Newerly și-a trăit copilăria în Uniunea Sovietică și a emigrat ilegal în 1924 Polonia. Preotul romano-catolic Wincenty Ilgin a fost încarcerat în 1927, dat la schimb cu un lituanian în 1933 și a murit în Polonia. Scriitorul belarus cu origini nobile Francíšak Aliachnóvič a fost închis în 1926 în Gulag, dar a fost dat la schimb cu un belarus încarcerat în Polonia. În Polonia, și-a publicat memoriile „În ghearele GPU” (У капцюрох ГПУ.

## Ocupația sovietică a Poloniei răsăritene în 1939-1941 și 1944-1946
În anii 1939–1941, sovieticii au sovietizat Polonia răsăriteană, ucigând oameni educați (Masacrul de la Katyn) și deportând sute de mii de oameni, inclusiv femei, în Siberia. Multe dintre persoanele deportate au părăsit Uniunea Sovietică cu armata organizată de generalul Władysław Anders pe teritoriul sovietic în 1943. Mulți dintre soldații și civilii care au părăsit URSS-ul au murit sau nu s-au mai întors în Polonia comunistă după război.
Uniunea Sovietică a anexat teritoriile răsăritene ale Poloniei și a expulzat majoritatea polonezilor în 1944 și 1945. Polonezii deportați în anii 1939–1941 au fost colonizați în principal în Teritoriile recuperate. Luptătorii antinaziști aflați pe teritoriul sovietic au fost mobilizați în armata comunistă poloneză, mulți dintre aceștia fiind eliberați din lagărele sovietice de prizonieri sau din Gulag. A izbucnit o luptă dintre comuniștii polonezi, sprijiniți de Armata Roșie și NKDV, și mișcarea clandestină poloneză numită „Soldații blestemați”.
Printre alți polonezi care au emigrat în Polonia s-au mai numărat: arhiepiscopul de Wilno Romuald Jałbrzykowski, alpinista Wanda Rutkiewicz, astronomul Władysław Dziewulski, filozoful Tadeusz Czeżowski, actorul Gustaw Lutkiewicz. Cântăreața Anna German a emigrat din Uniunea Sovietică în Polonia după ce s-a măritat cu un polonez.

## Naționaliștii ucraineni
Naționaliștii ucraineni au organizat masacrarea polonezilor din Volînia. După cum a afirmat istoricul polonez Grzegorz Motyka, aproximativ 80.000–100.000 de polonezi au fost uciși de naționaliștii ucraineni.
Un ordin al Organizației Naționaliștilor Ucraineni de la începutul anului 1944 suna astfel: „Lichidați toate urmele poloneze. Distrugeți toate zidurile bisericilor catolice și ale altor case de rugăciune poloneze. Distrugeți livezi și copaci din curți, astfel încât să nu mai fie nici o urmă că cineva a trăit acolo... Fiți atenți la faptul că atunci când ceva rămâne polonez, atunci polonezii vor avea pretenții asupra pământului nostru.”

## 1955–1959
Aproximativ 250.000 de polonezi au fost repatriați. Printre polonezii repatriați în acea perioadă s-au numărat cântărețul Czesław Niemen, producătorul de film Lew Rywin și actița Anna Seniuk.